# 爱德华·杰曼

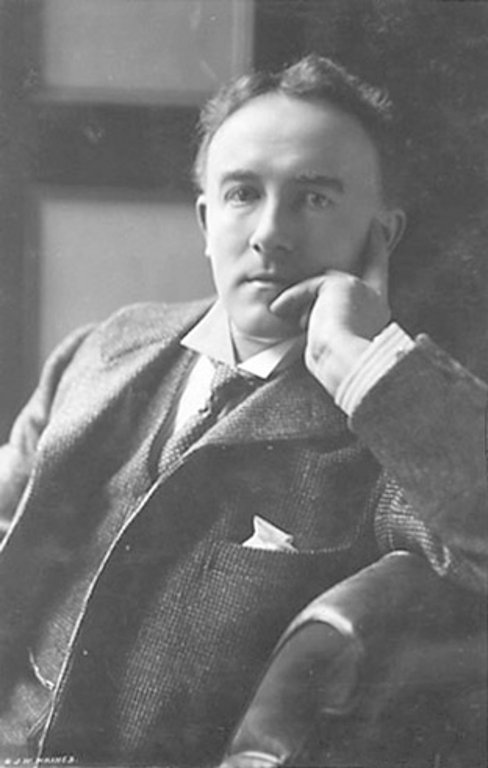
爱德华·杰曼

爱德华·杰曼爵士（Sir Edward German，1862年2月17日—1936年11月11日），英国作曲家，有威尔士血统，原名German Edward Jones，他主要以戏剧配乐和喜歌剧方面的创作著称，被认为是阿瑟·萨利文的继承者。